# Ehrensäule (Kronach)

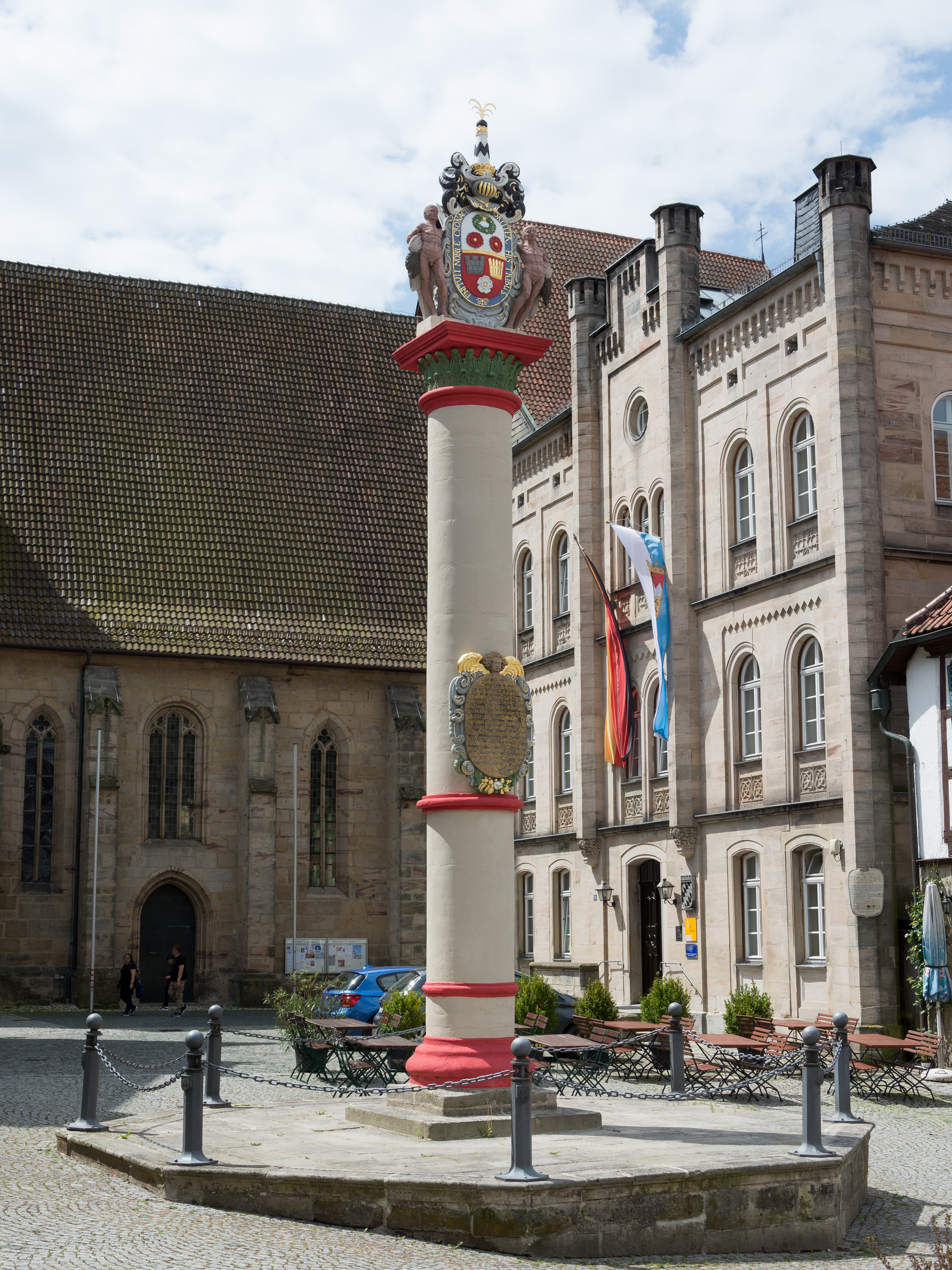
Ehrensäule auf dem Melchior-Otto-Platz

Die Ehrensäule ist ein Denkmal auf dem Melchior-Otto-Platz in der oberfränkischen Stadt Kronach.

## Geschichte
Während des Dreißigjährigen Krieges wurde Kronach in den Jahren 1632 bis 1634 mehrmals von den Schweden und deren deutschen Verbündeten belagert. Aufgrund des strategisch günstigen Aufbaus der Stadt und der entschiedenen Gegenwehr ihrer Bewohner – besonders auch der Frauen – konnten die Angriffe jedoch erfolgreich abgewehrt werden. Für ihre Tapferkeit bei der Verteidigung der Stadt wurde den Kronachern vom Bamberger Fürstbischof Melchior Otto Voit von Salzburg im Jahr 1651 ein neues Stadtwappen, eine goldene Kette für den Bürgermeister und der „Spanische Habit“, ein Ehrengewand für den Stadtrat, verliehen.
Aus Dankbarkeit errichteten die Kronacher Bürger im Jahr 1654 eine Säule zu Ehren des im Jahr zuvor verstorbenen Fürstbischofs. Das Denkmal wurde von den Bildhauern Johann Brenck und Hans Georg Schlehendorn aus Kulmbach geschaffen. Auf seiner Spitze befindet sich das von Melchior Otto verliehene Stadtwappen, das von zwei Männern flankiert wird, die ihre abgezogene Haut unter dem Arm tragen. Diese beiden Schildhalter erinnern an eine Begebenheit während der Belagerung im Jahr 1632, als fünf Männer aus der Stadt – drei Kronacher und je ein Mann aus dem heutigen Gemeindeteil Höfles und der Stadt Weismain – bei einem Ausfall, bei dem sie mehrere Kanonen der Belagerer durch Vernageln der Zündlöcher unbrauchbar machten, von den Schweden gefangen genommen und geschunden wurden.
Weiterhin versprachen die Kronacher alljährlich einen Gedenktag für den verstorbenen Fürstbischof abzuhalten. Dieser Melchior-Otto-Tag wird noch heute im Januar mit einem Lobamt in der Stadtpfarrkirche und anschließenden Salutschüssen an der Ehrensäule begangen. Bei der seit 1633 jährlich in Kronach stattfindenden Schwedenprozession dient die Ehrensäule als eine der vier Stationen auf dem Prozessionsweg.
Die Ehrensäule wurde im Laufe der Zeit mehrfach auf dem Melchior-Otto-Platz versetzt. Im Zweiten Weltkrieg wurde dem heraldisch rechten Schildhalter im Jahr 1945 beim Beschuss der Stadt durch alliierte Truppen der Kopf abgerissen; er wurde durch eine Nachbildung ersetzt.  Auch die Inschriftkartusche unterhalb des Stadtwappens weist aus dieser Zeit Beschädigungen durch Einschläge von Trümmerstücken oder Geschossen auf.
Nachdem das Denkmal zuletzt im Jahr 1971 umfassend saniert worden war, erfolgte im Jahr 2021 eine neuerliche umfangreiche Restaurierung und Neufassung der als Baudenkmal geschützten Säule.